# Tesla - Comin' Atcha Live! 2008
Tesla - Comin' Atcha Live! 2008 è un film concerto del gruppo musicale statunitense Tesla, registrato il 22 febbraio 2008 al Myth Nightclub nel Minnesota. È stato pubblicato in DVD negli Stati Uniti il 15 luglio dello stesso anno, per poi essere distribuito in Europa a partire dal 5 dicembre.
In occasione del concerto i Tesla hanno presentato in anteprima Dear Private Ledbetter, un brano dedicato alle truppe americane che la band ha successivamente inserito nell'album Forever More.
L'esibizione del gruppo è correlata da alcune interviste e immagini esclusive dietro le quinte.

## Tracce
1. Cumin' Atcha Live
2. What a Shame
3. Modern Day Cowboy
4. Miles Away
5. Heaven's Trail (No Way Out)
6. Mama's Fool
7. Hang Tough
8. Dear Private Ledbetter
9. Paradise
10. Love Song
11. What You Give
12. Song & Emotion
13. Heaven Nine Eleven
14. Freedom Slaves
15. Rock Bottom (cover degli UFO)
16. Into the Now
17. Signs
18. Little Suzi
19. Edison's Medicine

Contenuti Extra
- Guitars & Gear
- Band Interviews
- Sound Checks
- Behind the Scenes
- VIP & Fan Footage

## Formazione
- Jeff Keith – voce
- Frank Hannon – chitarre, tastiere, theremin, cori
- Dave Rude – chitarre, cori
- Brian Wheat – basso, cori
- Troy Luccketta – batteria